# Trilirata triregis
Trilirata triregis är en snäckart som beskrevs av Warén och Hain 1996. Trilirata triregis ingår i släktet Trilirata och familjen Zerotulidae. Inga underarter finns listade i Catalogue of Life.